# Live in Texas
Live in Texas es el primer DVD en directo de la banda Linkin Park. El concierto fue grabado en directo durante la gira Summer Sanitarium Tour 2003. Se puso a la venta el 18 de noviembre de 2003.

## Información
El DVD viene junto con un CD extra que contiene 12 de las 17 canciones del concierto que se puede ver en el DVD. Las otras cinco, pueden ser encontradas en el tercer álbum de Linkin Park Underground, LPU V3.0. El DVD/CD se lanzó en dos presentaciones, en caja de CD y en caja de DVD. Como curiosidad del DVD, el baterista de Metallica (Compañero de la gira Summer Sannitarium Tour 2003 de Linkin Park), Lars Ulrich, salió al escenario en la canción From the Inside vestido con guantes de Hulk y orejas de Conejo.

## Listado de capítulos (DVD)
1. Don't Stay
2. Somewhere I Belong
3. Lying From You
4. Papercut
5. Points of Authority
6. Runaway
7. Faint
8. From the Inside
9. Figure.09
10. With You
11. By Myself
12. P5hng Me A*wy
13. Numb
14. Crawling
15. In the End
16. A Place For My Head
17. One Step Closer